# Alle für Jeden
Alle für Jeden è il primo ed unico singolo del gruppo musicale tedesco Son Goku, pubblicato il 17 giugno del 2002 ed estratto dall'unico album Crashkurs. Il singolo ha raggiunto la posizione nº86 nella Media Control Charts (classifica musicale ufficiale tedesca).

## Tracce
1. Alle für Jeden (Mix Originale) - 2:41
2. Party für Jeden (Hotel Sp. Mix) - 3:50
3. Alle für Jeden (DJ Friction RMX) - 4:23
4. Alle für Jeden (Versione Strumentale) - 2:40

## Formazione
- Thomas D - voce
- Komi Togbonou - voce
- Axel Hilgenstöhler - chitarra
- Jochen Hornung - chitarra
- Paul J Greco - basso
- Bertil Mark - batteria